# Operación Baikal
Operación Baikal es el nombre clave de la primera prueba nuclear exitosa llevada a cabo por la Unión Soviética en la que una cabeza nuclear fue trasportada y detonada en un misil.

## Historia
El gobierno soviético tomó una resolución el 10 de abril de 1954, en la que prevé el desarrollo del misil R-5M bajo la dirección de Serguéi Koroliov para el transporte de una ojiva nuclear en un rango de 1200 km. Los desarrolladores tuvieron que resolver varias tareas en cuanto al diseño del cohete. Entre enero y julio de 1955 se inició el programa de pruebas de misiles R-5M. Se realizaron 14 pruebas, de las cuales un cohete no alcanzó la meta. El 20 de febrero de 1955 los soviéticos realizaron la que fue probablemente la primera prueba nuclear con un cohete. Esta prueba no aparece en los registros soviéticos oficiales, ni tampoco se conoce el lugar de esta prueba. Se sabe que un dispositivo nuclear fue montado en un misil R-5M y que no llegó a explotar, siendo este el segundo fizzle durante el programa nuclear soviético. La etapa final del programa tuvo lugar entre agosto y noviembre, en la cual de 10 lanzamientos 8 fueron normales.

### La prueba
En enero y febrero de 1956 se realizaron 5 pruebas de vuelo. La primera ocurrió el 20 de enero, siendo esta y las tres siguientes normales, y la última llevaría una ojiva nuclear viva RDS-4. El 2 de febrero, el cohete R-5M cargado con una versión reducida de la bomba RDS-4 partió desde Kapustin Yar en dirección a Kazajistán, volando 1200 km. Desde la OIS llegó un informe en el que se señalaba que se produjo la explosión cerca de Aralsk, cercana al suelo. Posterior a esto se realizó la medición de radiactividad en el área de la explosión, y se estimó el poder de la ojiva entre 0,3 y 0,4 kilotones. Por la creación de misiles capaces de transportar ojivas nucleares Serguéi Koroliov ganó su primera Estrella de Oro del Héroe del Trabajo Socialista.